# Королевский музей Центральной Африки
Королевский музей Центральной Африки (нидерл. Koninklijk Museum voor Midden-Afrika (KMMA)) — музей этнографии и естествознания в городе Тервюрен (Бельгия).
Музей построен к Всемирной выставке 1897 года в Бельгии. Его главные экспозиции представляли экспонаты из Конго, которое в то время было колонией Бельгии. Однако сфера исследования музея гораздо больше бельгийской колонии: это Восточная, Центральная и Западная части Африки, а также попытки исследования Африканского континента в целом. Как в большинстве музеев, есть отдел исследования и выставочный отдел. У музея есть сильные связи с Королевским бельгийским институтом естественных наук.

## История
После того, как Свободное государство Конго было признано Берлинской конференцией 1884—1885 годов., король Леопольд II решил, что он должен показать потенциал страны на международной выставке. Экономические инвесторы должны были быть привлечены, и общественность должна была знать эту далекую страну лучше. Было решено сделать колониальную выставку в Тервюрене (тогда как остальная часть выставки проходила в Брюсселе). Был построен Дворец колоний (хотя была только одна колония). Здесь показывалась местная флора и фауна, в «Зале великих культур» были представлены самые важные экспортные продукты Конго: кофе, какао и табак. В парке была построена копия африканской деревни, в которой жили 60 африканцев. Выставка пользовалась огромным успехом.
В 1898 году Дворец колоний стал Музеем Конго, и теперь выставки стали постоянными. Именно тогда начали увеличивать темп научные исследования. Но из-за энергичной работы ученых, коллекция скоро становилась слишком большой для музея, и необходимо было расширение. Строительство нового музея началось в 1904 году французским архитектором Шарлем Жиро. Он был официально открыт Королём Альбертом I в 1910 году и названо Музеем бельгийского Конго. В 1952 году к названию музея было добавлено прилагательное «Королевский». В 1957 года, для Всемирной выставки 1958 года, было построено большое здание, чтобы принять персонал из Африки. Новый отдел стал называться «Centre d’Accueil du Personnel Africain» (CAPA) («Иммиграционный центр африканского Персонала»). В 1960 году музей вновь изменил своё название на «Королевский музей Центральной Африки».

## Коллекции
- 10 000 000 животных
- 250 000 горных образцов
- 180 000 этнографических объектов
- 20 000 карт
- 56 000 деревянных образцов
- 8 000 музыкальных инструментов
- 350 архивов, включая некоторые из журналов Генри Мортона Стэнли

Гербарий Музея Конго был передан из Национального ботанического сада Бельгии в 1934 году.

## Исследования
Музей имеет 4 отдела:
- Отдел культурной антропологии (включает в себя этнографию, археологию)
- Отдел геологии и минералогии (включает общую геологию, минералогию, картографию)
- Отдел зоологии (изучает позвоночных и беспозвоночных животных, насекомых и проч.)
- Отдел истории и общих научных служб (включает историю колониального периода, новейшую историю, сельскохозяйственную и лесную экономику)